# Таловка (Боковский район)
Таловка — село в Боковском районе Ростовской области.
Входит в состав Земцовского сельского поселения.

## Население
| 1989 | 2002 | 2010 |
| ---- | ---- | ---- |
| 138  | ↘111 | ↘86  |

## Улицы
В селе имеется одна улица: Озёрная.